# Herz-Jesu-Kirche (Avenwedde)

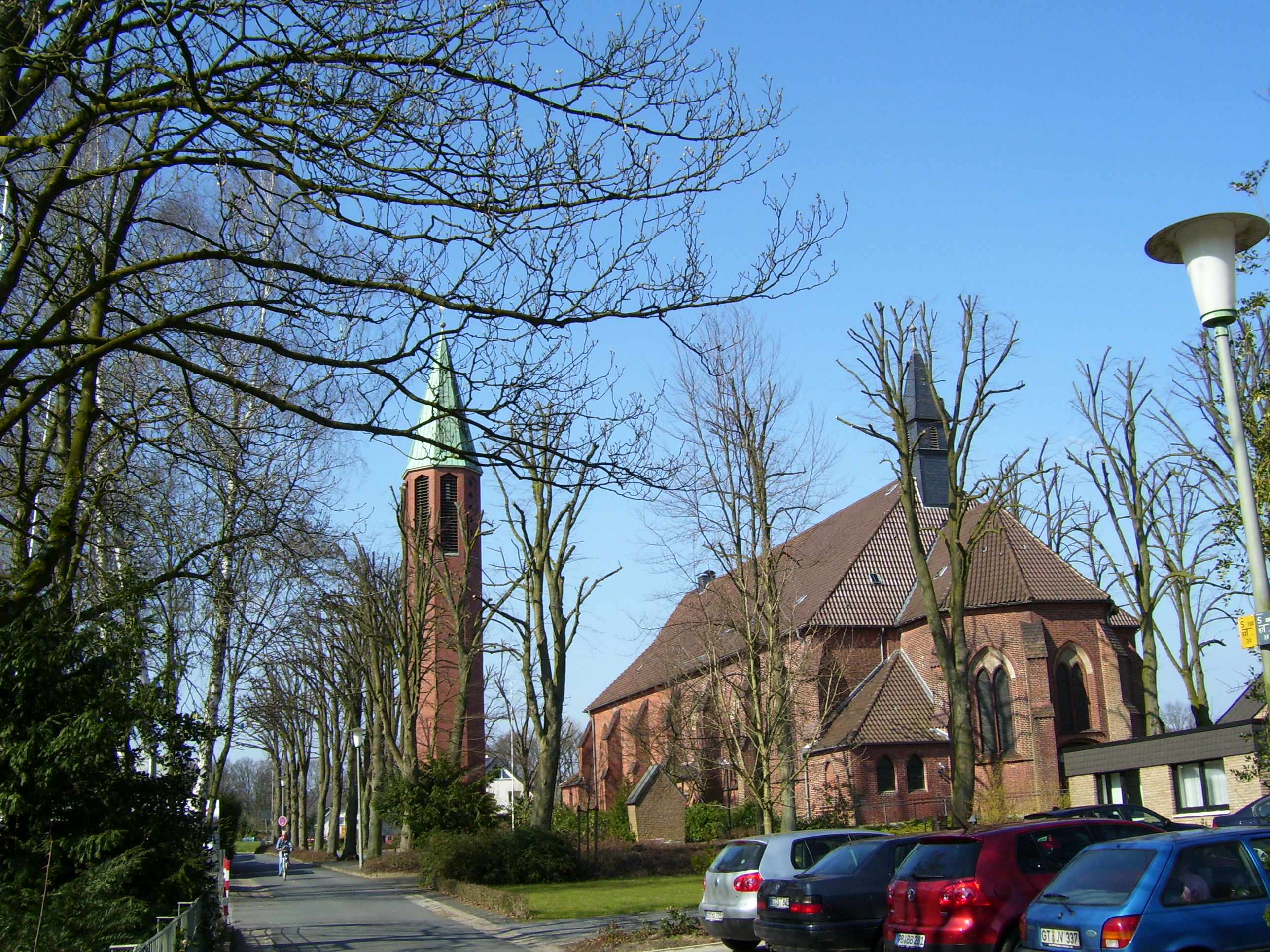
Blick von der Kapellenschule auf die Kirche

Herz-Jesu ist eine katholische Pfarrkirche in Avenwedde, einem Stadtteil im ostwestfälischen Gütersloh in Nordrhein-Westfalen, Deutschland. Kirche und Gemeinde gehören zum Pastoralverbund Avenwedde-Friedrichsdorf im Erzbistum Paderborn.
Ursprünglich wurde sie als dreischiffige neugotische Backstein-Hallenkirche errichtet. An das dreijochige Langhaus schloss sich im Osten ein polygonaler Chor an. 1953–54 wurde die Kirche um das Doppelte erweitert. Dabei wurden die historisierenden Formen des Altbaus übernommen. Im Rahmen des Umbaus wurde der Chor nach Westen verlegt. Den achteckigen, 55 m hohen Turm fügte man dem zunächst lediglich mit einem Dachreiter ausgestatteten Bau erst 1964 hinzu.

## Vorgeschichte bis zu den Anfängen der Pfarrgemeinde
Die frühesten bekannten Angaben zum religiösen Leben im heutigen Avenwedde beziehen sich auf den Kreis Wiedenbrück, der von seiner Gründung an, um das Jahr 800 herum, dem Bistum Osnabrück zugehörig war. Die weitere kirchliche Gliederung vollzog sich wohl aufgrund der spärlichen Besiedelung nur sehr langsam. Zu Beginn des 19. Jahrhunderts kam es zu einer kirchlichen Neuordnung, die das Ende des Osnabrücker Bistums bedeutete. Die Dekanate Wiedenbrück und Rietberg wurden dabei in die Diözese Paderborn überführt.
Über mehrere Jahrhunderte hinweg war die Gütersloher Pankratiuskirche (die heutige Apostelkirche) für die umliegenden Bauerschaften, darunter Avenwedde, zuständig. Ende des 18. Jahrhunderts wurde das Dorf Friedrichsdorf gegründet und die katholischen Siedler zu einer Pfarrgemeinde vereinigt. Die Gottesdienste wurden zunächst in einer Scheune abgehalten, bis Sammlungen in den Bauerschaften Friedrichsdorf und Avenwedde den Baubeginn einer Kirche ermöglichten. 1804 erfolgte die Grundsteinlegung, noch im selben Jahr die Einweihung. Aufgrund von Baufälligkeit begann man 1864 mit dem Bau der neuen Kirche St. Friedrich, die 1866 eingeweiht wurde und als „Mutterkirche der Herz-Jesu Pfarrgemeinde“ bezeichnet wird. Etwa 85 % der Pfarrgemeinde bestand zu der Zeit aus Bewohnern der Bauerschaft Avenwedde, die jedoch teilweise ihr religiöses Leben in St. Pankratius in Gütersloh führten.

## Geschichte der Pfarrgemeinde Herz-Jesu
Um 1960 herum kam es verstärkt zum Ausbau der Kirche und anderer kirchlicher Gebäude. Grund war der steigende Wohlstand der Gemeindemitglieder, bedingt durch die sogenannte zweite industrielle Revolution (viele Bauvorhaben wurden zu großen Teilen privat, also durch Spenden finanziert).
Am 18. November 1966 konstituierte sich der Pfarrgemeinderat nach bischöflicher Weisung, um den Pfarrer zu unterstützen und gemeinsam mit ihm Angelegenheiten zu beschließen, die die Pfarrgemeinde betreffen. Seit 1972 findet jährlich ein Pfarrgemeindefest statt, durch dessen Erlöse unter anderem Bauvorhaben in der Gemeinde finanziert werden.
Erwähnenswert ist noch die direkt nach dem Zweiten Weltkrieg aufgenommene enge Zusammenarbeit mit der Schönstatt-Bewegung. Dieser traten mehrere Mitglieder der Gemeinde bei. Der Orden war dafür an der Gestaltung des Kirchenvorplatzes beteiligt (Marien-Bildstock) und im Rahmen der Pater-Noldus-Aktion in Celebes tätig (siehe unten).
Im Jahr 2004 zählte die Gemeinde 3.550 Seelen. Seit Juli 2003 gehört sie zum Pastoralverbund Avenwedde-Friedrichsdorf.

### Caritative Aufgaben
Parallel zum Kirchenbau wurde die Kapellenschule errichtet. Der erste Kindergarten wurde 1946 erbaut. Er war von 1951 bis 1960 geschlossen, da das Gebäude als Schule benötigt wurde, und ist seitdem wieder in Betrieb (mittlerweile in einem zweiten Gebäudekomplex an anderer Stelle). Die Gemeinde betreibt darüber hinaus einen eigenen Friedhof.
Pfarrer Karl Hoffmann (1960–1980 im Amt), der selbst während des Krieges in den KZs Buchenwald und Dachau inhaftiert war, war zeitlebens um eine Aussöhnung und Zusammenarbeit mit Polen bemüht. 1973 wurde ihm von der polnischen Literaturzeitschrift Polen das Abzeichen Amicus Poloniae („Freund Polens“) verliehen, und im folgenden Jahr besuchten polnische Geistliche die Gemeinde für gemeinsame Gottesdienste und eine Wallfahrt nach Werl.

### Pater-Noldus-Aktion
1965 übernahm der holländische Missionar Pater Karl Noldus, der sich gerade auf Heimaturlaub befand, auf Weisung des Bischofs eine Krankenvertretung in der Herz-Jesu-Gemeinde. Dadurch wurde diese mit der von schwerer Armut geprägten Situation der Bewohner der indonesischen Insel Celebes (heute: Sulawesi) konfrontiert. Es kam zu spontanen und später organisierten Hilfsaktionen in Form von Sachlieferungen, Schulen- und Kirchenbauten und der Förderung des Priesternachwuchses. Später beteiligten sich auch andere Gemeinden an der Pater-Noldus-Aktion. Im Gegenzug kamen häufiger Geistliche aus Celebes nach Avenwedde. Die starke Verbundenheit zeigte sich auch dadurch, dass Pater Noldus nach dem Ende seiner Missionarstätigkeit für eine kurze Zeit als Vikar in Avenwedde tätig wurde.

### Ausgewählte Vereine der Pfarrgemeinde
- katholische Frauengemeinschaft (1919 als Mütterverein in St. Friedrich gegründet)
- katholische Arbeitnehmer-Bewegung KAB (1921 als Arbeiterverein St. Josef gegründet, nach dem Verbot durch die Nationalsozialisten 1947 im Gesamtverband der KAB neu formiert)
- Kolpingsfamilie (1928 als Abspaltung der Gütersloher Kolpingsfamilie gegründet)
- Deutsche Jugendkraft DJK Blau-Weiß Avenwedde (1925)
- St. Sebastianus-Schützenbruderschaft (1926 als Bürgerschützenverein Avenwedde gegründet, mit dem heutigen Namen seit 1948)
- Pfarr-Caritas (seit 1961)

## Geschichte der Kirche
Ab etwa 1900 begann, nicht zuletzt aufgrund schnell steigender Bevölkerungszahlen, eine öffentliche Diskussion um den Bau einer eigenen Kirche für Avenwedde. 1909 stiftete das Ehepaar Christoph und Elisabeth Hauertmann ein drei Morgen großes Grundstück, gebunden an die Auflage, dass innerhalb von 20 Jahren auf diesem eine Kirche gebaut würde. Am 20. Oktober 1910 beantragten drei Mitglieder des Kirchenvorstands der Pfarrgemeinde Friedrichsdorf die Genehmigung für den Bau einer Kapelle. Der Antrag wurde vom Kirchenvorstand jedoch zunächst abgelehnt. Am 27. November 1911 wurde der Kapellen-Bau- und Unterhaltungsverein zu Avenwedde gegründet und ins Vereinsregister beim Amtsgericht Gütersloh eingetragen, mit dem Ziel, eine juristische Person als Stifter für die Kirche einzusetzen. So konnten Spenden für den Bau gesammelt werden. 1912 waren die eingegangenen Spenden hoch genug um einen Bauplan anzufertigen und der Bischöflichen Behörde zur Genehmigung vorzulegen. Im Juli 1913 fand die Grundsteinlegung statt.
Am 10. Mai 1914 konnte die Weihe der neogotischen Kirche gefeiert werden. Die Kirche wurde zunächst als Vikarie von St. Friedrich geführt. Am 23. Oktober 1916 wurde der erste Vikar in Avenwedde eingeführt. 1920 gab es die ersten Signale des Erzbischöflichen Generalvikariats in Paderborn, die Herz-Jesu-Gemeinde eigenständig zu machen, zum 18. Juli 1921 wurde sie zunächst eine selbständige Vikarie. 1921/1923 wurde das Pfarrhaus errichtet. Durch die schwierige wirtschaftliche Lage in der Inflation zog sich die Bauzeit in die Länge.
Zum 1. April 1924 wurde Avenwedde Filialkirchengemeinde im Pfarrbezirk Friedrichsdorf mit eigenständiger Vermögensverwaltung. Der Förderverein löste sich auf und stiftete sein Vermögen der Gemeinde. Sie zählte etwa 600 Katholiken. 1928 wurde mit der Ausmalung der Kirche begonnen. 1934 konnte eine erste Orgel in die Kirche eingebaut werden. 1935 wurde das ehemalige Stallgebäude am Pfarrhaus zum Pfarrheim umgebaut. 1939 wurde die Kirche mit einer Warmluftheizung ausgestattet.
Da die Gemeinde nach dem Zweiten Weltkrieg wuchs, wurde der Kapellenbau bald zu klein. So wurde am 2. Juli 1953 der Grundstein für einen Erweiterungsbau gelegt, der Ostern 1954 abgeschlossen werden konnte. Am 1. Juli 1955 wurden die Kirche und der Altar durch den Weihbischof Franz Hengsbach geweiht. Gleichzeitig wurde die Gemeinde zur eigenständigen Pfarrei erhoben. Der erweiterte Bau war nun doppelt so lang, mit Platz für etwa 700 Besucher. Dabei kam es zu einer neuen Raumausrichtung: Die Kirchenlängsachse wurde um 180 Grad gedreht, so dass der Altar nun auf der anderen Seite lag. Hinter dem Altarraum befindet sich jetzt ein Chorraum, dazu gibt es zwei Seitenaltäre und eine Orgelempore. Eine Kanzel wurde dabei entfernt.
Am 10. Mai 1964 (gleichzeitig mit dem 50-jährigen Kirchenjubiläum) wurde der Grundstein für den Kirchturm gelegt. Da es nach Umbau keine Fassade mehr gab, die zu einem Turm hätte ausgebaut werden können, entschied der Kirchenvorstand, den Turm getrennt von der Kirche zu errichten. Es handelt sich um einen achteckigen Turm mit einer Höhe von 55 Metern, vier Glocken und einem mit Kupferblech gedecktem Dach. Seit 1974 befindet sich im Innern eine Aufbahrungsstätte. 1971 bekam die Kirche eine neue Orgel mit 2343 Pfeifen in 30 Registern. Bei Renovierungsarbeiten im Jahr 1977 wurden Altarraum und Seitenaltäre neu gestaltet. Am 4. Dezember 1977 erfolgte die Weihe des neuen Altars durch den Paderborner Erzbischof Johannes Joachim Degenhardt. In den Altar wurden Reliquien der Märtyrer Castus und Aureus eingelassen.
Von Mai bis Oktober 2005 wurde die Kirche abermals renoviert und konnte ab dem 16. Oktober 2005 wieder genutzt werden.

### Anhängige Bauvorhaben
1961 wurde das Pfarrhaus ausgebaut, in dem dann auch Jugendarbeit, Bildungsarbeit (wie z. B. Eheseminare) und eine Pfarrbücherei („Avenwedder Lesergemeinde“) untergebracht wurde. 1965 wurden Jugendheim und Vikarie gebaut. 1976 wurde ein neues Pfarrhaus errichtet.